# Перегонівка (станція)
Перего́нівка — проміжна залізнична станція Шевченківської дирекції Одеської залізниці на електрифікованій лінії Фастів — Миронівка — Імені Тараса Шевченка (завдовжки 201 км)  між станціями Володимирівка (8 км) та Імені Тараса Шевченка (10 км). Розташована у селі Балаклея Черкаського району Черкаської області.

## Історія
Станція Перегонівка відкрита у 1876 році, в ході будівництва залізничної лінії Фастів — Миронівка — Знам'янка.
У 1962 році станція електрифікована змінним струмом (~25 кВ) в складі дільниці Знам'янка — Миронівка.

## Пасажирське сполучення
На станції Перегонівка зупиняються приміські поїзди до станцій Знам'янка-Пасажирська, Імені Тараса Шевченка, Цвіткове, Миронівка, Умань, Черкаси.